# Reprezentacja Kuby w piłce siatkowej mężczyzn
Reprezentacja Kuby w piłce siatkowej mężczyzn to narodowa reprezentacja tego kraju, reprezentująca go na arenie międzynarodowej.
W 1 tygodniu Ligi Narodów rozgrywanego w Rio de Janeiro libero reprezentacji Kuby Román García Álvarez w meczu przeciwko reprezentacji Ukrainy wybronił piłkę wpadając na osoby siedzące na krzesłach blisko boiska.
Po zakończeniu Ligi Światowej 2013, trenerem został Rodolfo Sánchez, który zastąpił Orlando Samuelsa. Powodem decyzji była słaba postawa Kuby w Lidze Światowej 2013, w której Kubańczycy wygrali tylko jeden mecz i zajęli 13. miejsce - najgorsze w historii swoich występów w tych rozgrywkach. 

## Skład reprezentacji Kuby naLigę Narodów 2025[3]
| Nr | Imię i nazwisko              | Data urodzenia | Wzrost | Pozycja      |
| -- | ---------------------------- | -------------- | ------ | ------------ |
| 1  | José Massó Álvarez           | 02.12.1997     | 200 cm | atakujący    |
| 2  | Osniel Melgarejo             | 18.12.1997     | 195 cm | przyjmujący  |
| 5  | Javier Concepción            | 27.12.1997     | 200 cm | środkowy     |
| 7  | Román García Álvarez         | 26.02.1993     | 175 cm | libero       |
| 8  | Julio Gómez                  | 24.07.1999     | 194 cm | rozgrywający |
| 13 | Roberlandy Simón Aties       | 11.06.1987     | 206 cm | środkowy     |
| 14 | Yordan Bisset Astengo        | 21.10.1994     | 200 cm | atakujący    |
| 15 | Bryan Camino Martínez        | 23.02.2003     | 186 cm | libero       |
| 18 | Miguel Ángel López (kapitan) | 25.03.1997     | 190 cm | przyjmujący  |
| 20 | Thiago Suárez Mendoza        | 15.09.2004     | 194 cm | środkowy     |
| 21 | Roamy Alonso                 | 24.07.1997     | 202 cm | środkowy     |
| 22 | José Gutiérrez               | 27.10.2001     | 194 cm | przyjmujący  |
| 23 | Marlon Yant Herrera          | 23.05.2001     | 202 cm | przyjmujący  |
| 25 | David Fiel                   | 28.08.1993     | 204 cm | środkowy     |
| 28 | Christian Thondike Mejías    | 28.05.2001     | 190 cm | rozgrywający |

## Skład reprezentacji naLigę Światową 2012
Trener: Orlando Samuels Blackwood

Asystent: Idalberto Valdés Pedro
| Nr | Imię i nazwisko                | Data urodzenia (wiek) | Wzrost (cm) | Klub             | Pozycja |
| -- | ------------------------------ | --------------------- | ----------- | ---------------- | ------- |
| 1  | Wilfredo León (K)              | 31.07.1993 (18)       | 201         | Santiago de Cuba | P       |
| 2  | Lian Sem Estrada Jova          | 12.12.1982 (29)       | 196         | Santiago de Cuba | R       |
| 3  | Gustavo Leyva Álvarez          | 14.12.1985 (26)       | 180         | Ciudad Habana    | L       |
| 4  | Yassel Perdomo Naranjo         | 23.03.1993 (19)       | 201         | Santiago de Cuba | Ś       |
| 5  | Leandro Macías Infante         | 13.02.1990 (22)       | 192         | Santiago de Cuba | R       |
| 6  | Keibel Gutiérrez Torna         | 06.05.1987 (25)       | 178         | Villa Clara      | L       |
| 7  | Osmany Camejo Durruty          | 18.02.1983 (29)       | 202         | Ciudad Habana    | Ś       |
| 8  | Rolando Cepeda                 | 13.03.1989 (23)       | 198         | Sancti Spiritus  | A       |
| 9  | Yonder Garcia                  | 26.02.1993 (19)       | 183         | Santiago de Cuba | L       |
| 10 | Danger Quintana                | 19.05.1994 (18)       | 200         | Ciudad Habana    | Ś       |
| 11 | Lázaro Raydel Fundora Travieso | 13.02.1994 (18)       | 195         | Ciudad Habana    | P       |
| 12 | Henry Bell Cisnero             | 27.07.1982 (29)       | 188         | Santiago de Cuba | P       |
| 13 | David Fiel Rodriguez           | 28.08.1993 (18)       | 204         | Ciudad Habana    | Ś       |
| 14 | Yordan Bisset                  | 21.10.1994 (17)       | 194         | Ciudad Habana    | P       |
| 15 | Dariel Albó Miranda            | 11.02.1992 (20)       | 201         | Ciudad Habana    | Ś       |
| 16 | Isbel Mesa                     | 02.06.1989 (22)       | 204         | Ciudad Habana    | Ś       |
| 17 | Osmany Uriarte Mestre          | 04.06.1995 (16)       | 197         | Sancti Spiritus  | P       |
| 18 | Joandry Díaz                   | 04.01.1985 (27)       | 196         | Ciudad Habana    | R       |
| 19 | Fernando Hernández Ramos       | 11.09.1989 (22)       | 196         | Ciudad Habana    | A       |
| 20 | Inover Romero Valdes           | 14.01.1995 (17)       | 197         | Ciego de Avila   | A       |
| 21 | Raydel Hierrezuelo Aguirre     | 14.07.1987 (24)       | 196         | Ciudad Habana    | R       |
| 22 | Denny de Jesus Hernandez       | 24.02.1994 (18)       | 190         | Pinar del Rio    | R       |
| 23 | Livan Osoria Rodriguez         | 05.02.1994 (18)       | 201         | Santiago de Cuba | A       |
| 24 | Nelson Loyola Lavin            | 07.05.1993 (18)       | 190         | Cienfuegos       | P       |
| 25 | Alfonso Lamadrid               | 03.02.1993 (19)       | 193         | Ciudad Habana    | P       |

## Sukcesy
Mistrzostwa Świata:
- 2. miejsce - 1990, 2010
- 3. miejsce - 1978, 1998

Liga Światowa:
- 1. miejsce - 1998
- 2. miejsce - 1991, 1992, 1994, 1997, 1999
- 3. miejsce - 1995, 2005, 2012

Puchar Świata:
- 1. miejsce - 1989
- 2. miejsce - 1981, 1991, 1999
- 3. miejsce - 1977

Puchar Wielkich Mistrzów:
- 1. miejsce - 2001
- 2. miejsce - 2009
- 3. miejsce - 1993, 1997

Mistrzostwa Ameryki Północnej, Środkowej i Karaibów:
- 1. miejsce - 1969, 1971, 1975, 1977, 1979, 1981, 1987, 1989, 1991, 1993, 1995, 1997, 2001, 2009, 2011, 2019
- 2. miejsce - 1973, 1985, 1999, 2005, 2015
- 3. miejsce - 1983, 2003, 2007, 2013, 2023[5]

Igrzyska Panamerykańskie:
- 1. miejsce - 1971, 1975, 1979, 1991, 1999
- 2. miejsce - 1983, 1987, 2003, 2011, 2019
- 3. miejsce - 1967, 1995, 2007

Puchar Panamerykański:
- 1. miejsce - 2014, 2016, 2019, 2022
- 3. miejsce - 2007, 2017, 2018

Puchar Ameryki:
- 1. miejsce - 2000, 2008
- 2. miejsce - 2001
- 3. miejsce - 1998, 2005, 2007

## Udział w międzynarodowych turniejach
| Igrzyska Olimpijskie | Igrzyska Olimpijskie     |
| Rok                  | Wynik                    |
| -------------------- | ------------------------ |
| 1964                 | Nie brała udziału        |
| 1968                 | Nie zakwalifikowała się  |
| 1972                 | 10. miejsce              |
| 1976                 | 3. miejsce               |
| 1980                 | 7. miejsce               |
| 1984                 | Wycofana przed turniejem |
| 1988                 | Nie zakwalifikowała się  |
| 1992                 | 4. miejsce               |
| 1996                 | 6. miejsce               |
| 2000                 | 7. miejsce               |
| 2004                 | Nie zakwalifikowała się  |
| 2008                 | Nie zakwalifikowała się  |
| 2012                 | Nie zakwalifikowała się  |
| 2016                 | 11. miejsce              |
| 2020                 | Nie zakwalifikowała się  |

| Mistrzostwa Świata | Mistrzostwa Świata |
| Rok                | Wynik              |
| ------------------ | ------------------ |
| 1949               | Nie brała udziału  |
| 1952               | Nie brała udziału  |
| 1956               | 19. miejsce        |
| 1960               | Nie brała udziału  |
| 1962               | Nie brała udziału  |
| 1966               | 17. miejsce        |
| 1970               | 13. miejsce        |
| 1974               | 8. miejsce         |
| 1978               | 3. miejsce         |
| 1982               | 10. miejsce        |
| 1986               | 5. miejsce         |
| 1990               | 2. miejsce         |
| 1994               | 4. miejsce         |
| 1998               | 3. miejsce         |
| 2002               | 21-24. miejsce     |
| 2006               | 15-16. miejsce     |
| 2010               | 2. miejsce         |
| 2014               | 11-12. miejsce     |
| / 2018             | 18. miejsce        |
| / 2022             | 14. miejsce        |
| 2025               |                    |

| Liga Światowa | Liga Światowa     |
| Rok           | Wynik             |
| ------------- | ----------------- |
| 1990          | Nie brała udziału |
| 1991          | 2. miejsce        |
| 1992          | 2. miejsce        |
| 1993          | 4. miejsce        |
| 1994          | 2. miejsce        |
| 1995          | 3. miejsce        |
| 1996          | 4. miejsce        |
| 1997          | 2. miejsce        |
| 1998          | 1. miejsce        |
| 1999          | 2. miejsce        |
| 2000          | 8-10. miejsce     |
| 2001          | 5-6. miejsce      |
| 2002          | 13-16. miejsce    |
| 2003          | 13-16. miejsce    |
| 2004          | 7-9. miejsce      |
| 2005          | 3. miejsce        |
| 2006          | 7-9. miejsce      |
| 2007          | 7-8. miejsce      |
| 2008          | 10-12. miejsce    |
| 2009          | 4. miejsce        |
| 2010          | 4. miejsce        |
| 2011          | 8. miejsce        |
| 2012          | 3. miejsce        |
| 2013          | 13. miejsce       |
| 2014          | 21. miejsce       |
| 2015          | 18. miejsce       |
| 2016          | 22. miejsce       |
| 2017          | Nie brała udziału |

| Liga Narodów | Liga Narodów      |
| Rok          | Wynik             |
| ------------ | ----------------- |
| 2018         | Nie brała udziału |
| 2019         | Nie brała udziału |
| 2021         | Nie brała udziału |
| 2022         | Nie brała udziału |
| 2023         | 13. miejsce       |
| 2024         | 9.miejsce         |